# Ranko Marinković
Ranko Marinković (ur. 22 lutego 1913 w Komižy, zm. 28 stycznia 2001 w Zagrzebiu) – chorwacki pisarz. Jego powieści (m.in. Kiklop) przetłumaczone zostały na kilkanaście języków. 

## Dzieła
- Albatros (1939)
- Proze (1948)
- Ni braća ni rođaci (1949)
- Oko Božje (1949)
- Pod balkonima (1953)
- Ruke (1953)
- Glorija (1955)
- Poniženje Sokrata (1959)
- Kiklop (1965, wyd. polskie Cyklop)
- Politeia (1977)
- Zajednička kupka (1980, wyd. polskie Wspólna kąpiel)
- Pustinja (1982)
- Never more (1993)

Eseje
- Geste i grimase (1951)
- Nevesele oči klauna (1986)

## Odznaczenia
- Wielki Order Króla Dymitra Zwonimira (1995)[1]
- Order Ante Starčevića (1997)[2]